# Christian Wolff (compositeur)
Pour les articles homonymes, voir Wolff et Christian Wolff.
Christian Wolff, né le 8 mars 1934 à Nice (France), est un compositeur américain de musique contemporaine et avant-gardiste. Sa famille s’installe aux États-Unis en 1941 et il devient citoyen américain en 1946.
Il est élu membre de l'Académie des arts de Berlin en 1999.

## Œuvres
- Duo for Pianists I (1956)
- For 1, 2, or 3 People (1964)
- Prose Collection (1968-71)
- Burdocks (1970-71)
- Exercises (1973- )
- Wobbly Music (1975-76)
- I Like to Think of Harriet Tubman (1985)
- Piano Trio (Greenham-Seneca-Camiso) (1985) :en:Greenham Common Women's Peace Camp (en)
- Percussionist Songs (1994-95)
- Ordinary Matter (2001-04)
- John Heartfield (Peace March 10) (2002)
- Microexercises (2006)
- Dijon (2012)
- Trio IX (Accanto) (2017)

## Discographie
- Christian Wolff Volume 1: Bread and Roses - Sally Pinkas (1995, Mode 43)
- Christian Wolff Volume 2 : Chamber Works, I Like to Think of Harriet Tubman - The Barton Workshop (1998, Mode 69)
- Christian Wolff Volume 3 : Tilbury Pieces (complete) - Roland Dahinden, Hildegaard Kleeb, Dimitrios Polisoidos (1999, Mode 74)
- Christian Wolff, Works for Trombone - James Fulkerson, The Barton Workshop (2000, Etcetera KTC1227)[3]
- Christian Wolff Volume 4: Look She Said - Robert Black, Julie Josephson, Robin Lorentz (2002, Mode 109)
- Christian Wolff Volume 5 : Complete Works for Violin and Piano - Marc Sabat, Stephen Clarke (2003, Mode 126)
- Christian Wolff Volume 6 : (Re)making Music - The Barton Workshop (2004, Mode 126)
- Christian Wolff Piano Pieces - Sabine Liebner, piano (2008, Neos 10723)